# Мистер Олимпия 1989
Мистер Олимпия 1989 — международное соревнование по культуризму, проводимое под эгидой Международной федерации бодибилдинга (англ. International Federation of Bodybuilding, IFBB). Соревнования проходили в Риме, Италия. Это был двадцать пятый по счету турнир «Мистер Олимпия». Свой шестой титул завоевал Ли Хейни (США).

## Таблица
Место Участник Страна
- 1 Ли Хейни США
- 2 Ли Лабрада США
- 3 Винс Тейлор США
- 4 Рич Гаспари США
- 5 Мохаммед Беназиза Франция
- 6 Майк Кристиан США
- 7 Майк Квин США
- 8 Брайан Бьюкенен Великобритания
- 9 Самир Банну Ливан
- 10 Рон Лав США
- 11 Бертил Фокс Англия
- 12 Францис Бенфатто Франция
- 13 Андреас Мюнцер Австрия
- 14 Боб Перис США
- 15 Альберт Беклес Англия
- — Премчанг Дегра Индия
- — Армандо Дефант
- — Жуан Маркес США
- — Том Тервиллигер США
- — Дэн Торнабен США
- — Павол Яблоницкий Чехия